# Spindelsträucher
Die Spindelsträucher (Euonymus) sind eine Pflanzengattung aus der Familie der Spindelbaumgewächse (Celastraceae).

## Beschreibung

### Vegetative Merkmale
Spindelstrauch-Arten sind verholzende Pflanzen: Sträucher oder kleine Bäume, manche Arten sind kriechend bis kletternd. Sie sind immergrün oder laubabwerfend. Die Pflanzenteile sind meist unbehaart, selten sind sie flaumig behaart. Die gegenständig oder wirtelig angeordneten Laubblätter sind einfach. Der Blattrand ist glatt, gesägt oder gebuchtet. Nebenblätter sind vorhanden und abfallend oder fehlen.

### Generative Merkmale
Die Blüten sind in meist achselständigen, zymösen Blütenständen angeordnet. Die zwittrigen Blüten sind vier- bis fünfzählig. Die vier oder fünf Kronblätter sind hellgelb bis dunkel-purpurfarben. Der fleischige Diskus ist ringförmig, vier- oder fünflappig. Es ist nur ein Kreis, der innere, mit vier oder fünf Staubblättern vorhanden. Die vier bis fünf Fruchtblätter sind zu einem Fruchtknoten verwachsen, mit meist zwei (selten bis zu zwölf) aufrechten bis hängenden Samenanlagen je Fruchtknotenkammer. 
Die kugeligen, vier- bis fünffächerigen Kapselfrüchte sind drei- bis fünfgelappt, gerippt oder seitlich geflügelt. Die fachspaltigen (lokuliziden) Kapselfrüchte enthalten oft zwei (ein bis mehrere) Samen. Die ellipsoiden Samen werden im Allgemeinen von einem rot oder orange gefärbten, fleischigen Samenmantel, dem Arillus, umhüllt, der bei einigen Arten nur an der Samenbasis ausgebildet ist.

## Verbreitung
Die Verbreitungsgebiete (Areale) der Arten liegen im Himalaja, auf dem Indischen Subkontinent, in China (90 Arten, davon 50 nur dort), Japan, Malaysia, Europa, Madagaskar und Nordamerika. 
In Mitteleuropa ist die Gattung mit drei Arten vertreten: 
- Gewöhnlicher Spindelstrauch (Syn.: Gewöhnliches Pfaffenhütchen;  Euonymus europaeus), einer häufigen Strauchart mit weiter, flächendeckender Verbreitung
- Breitblättriges Pfaffenhütchen (Syn.: Breitblättriger Spindelstrauch, Voralpen-Spindelstrauch; Euonymus latifolius), das vorwiegend in den Alpen und dem Alpenvorland vorkommt
- Warziger Spindelstrauch (Euonymus verrucosus) mit (süd-)osteuropäischem (pannonischem) Verbreitungsschwerpunkt wie Österreich, Tschechien etc.

## Systematik
Diese Gattung wurde 1753 unter dem Namen Evonymus von Carl von Linné in Species Plantarum, 1, S. 197 erstveröffentlicht. Typusart ist Euonymus europaeus L.; Synonyme für Euonymus L. sind: Genitia Nakai, Kalonymus J.Prokhanov, Masakia Nakai, Melanocarya Turcz., Pragmatropa Pierre, Pragmotessara Pierre, Sphaerodiscus Nakai, Turibana Nakai.

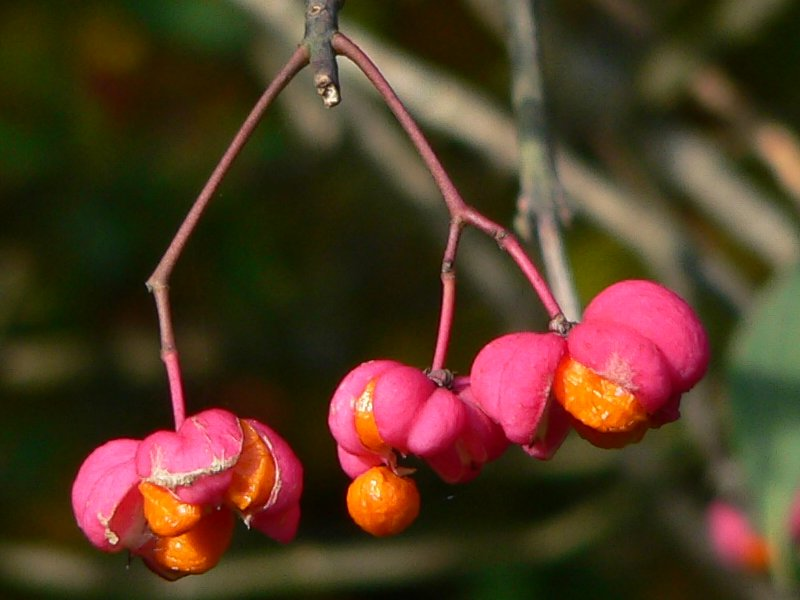
Offene Früchte des Gewöhnlichen Spindelstrauchs (Euonymus europaeus) mit Samen und Arillus

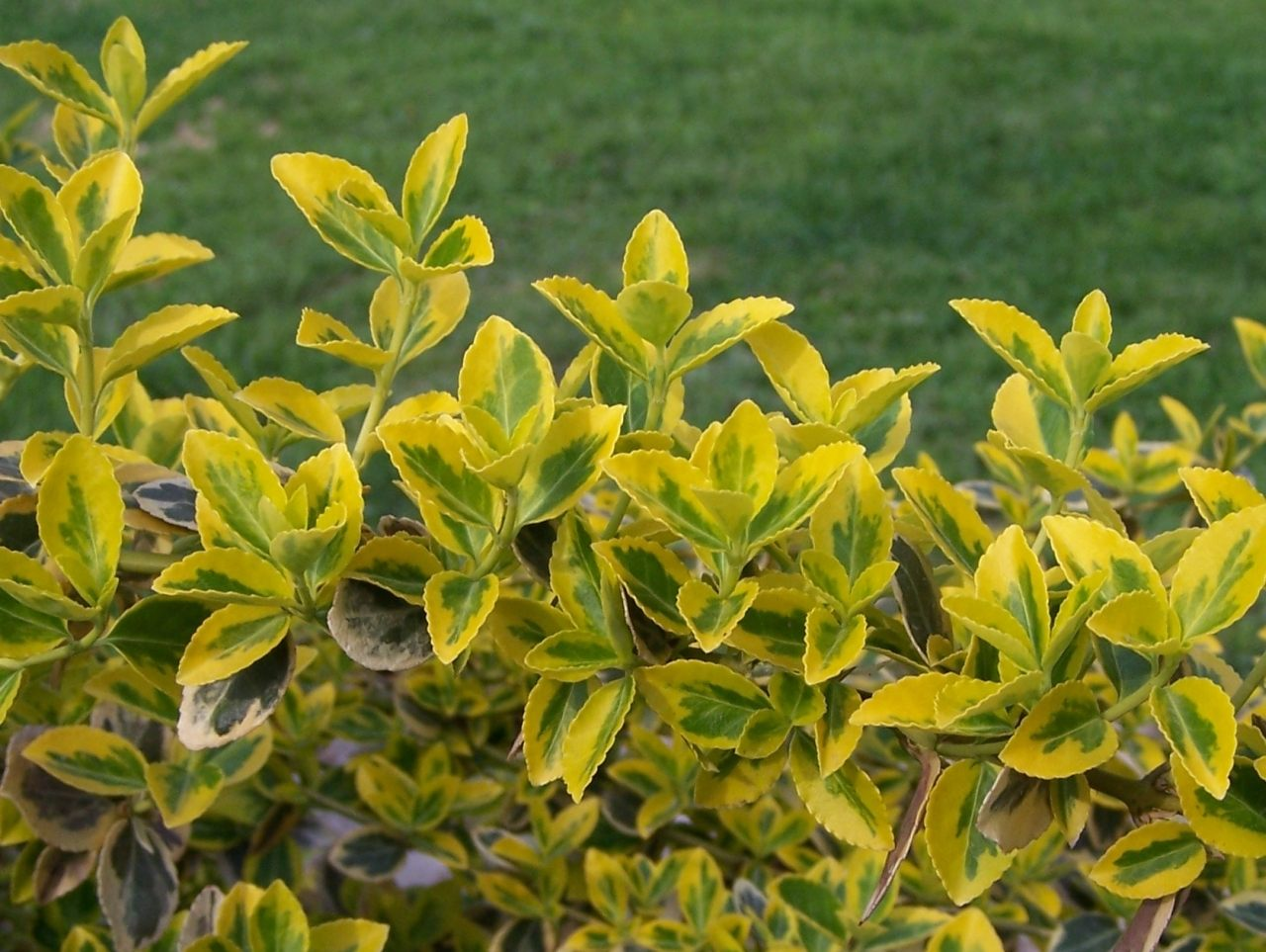
Sorte mit panaschierten Blättern des Kletter-Spindelstrauch oder Kriech-Spindelstrauch (Euonymus fortunei)

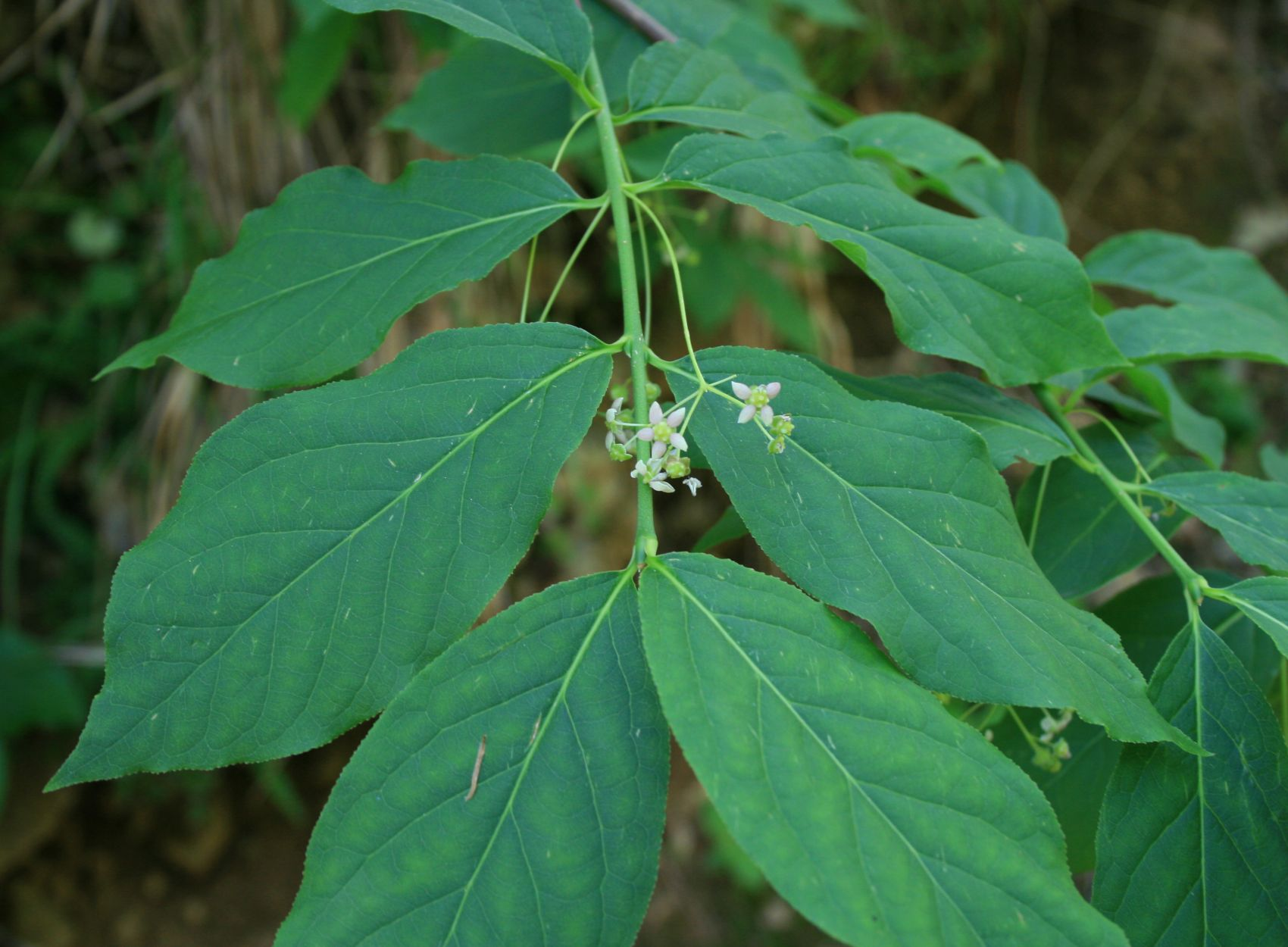
Breitblättriges Pfaffenhütchen (Euonymus latifolius)

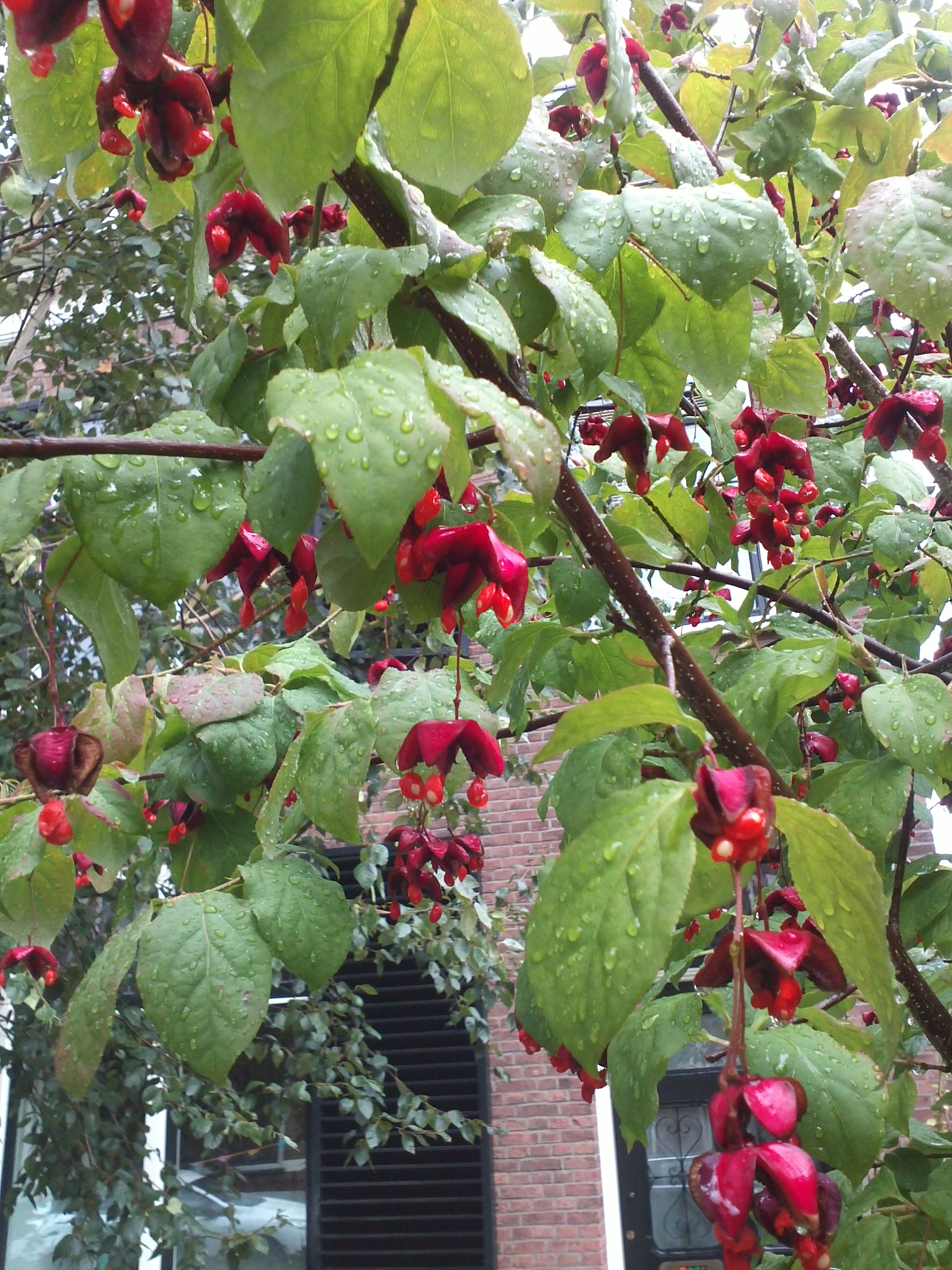
Euonymus planipes

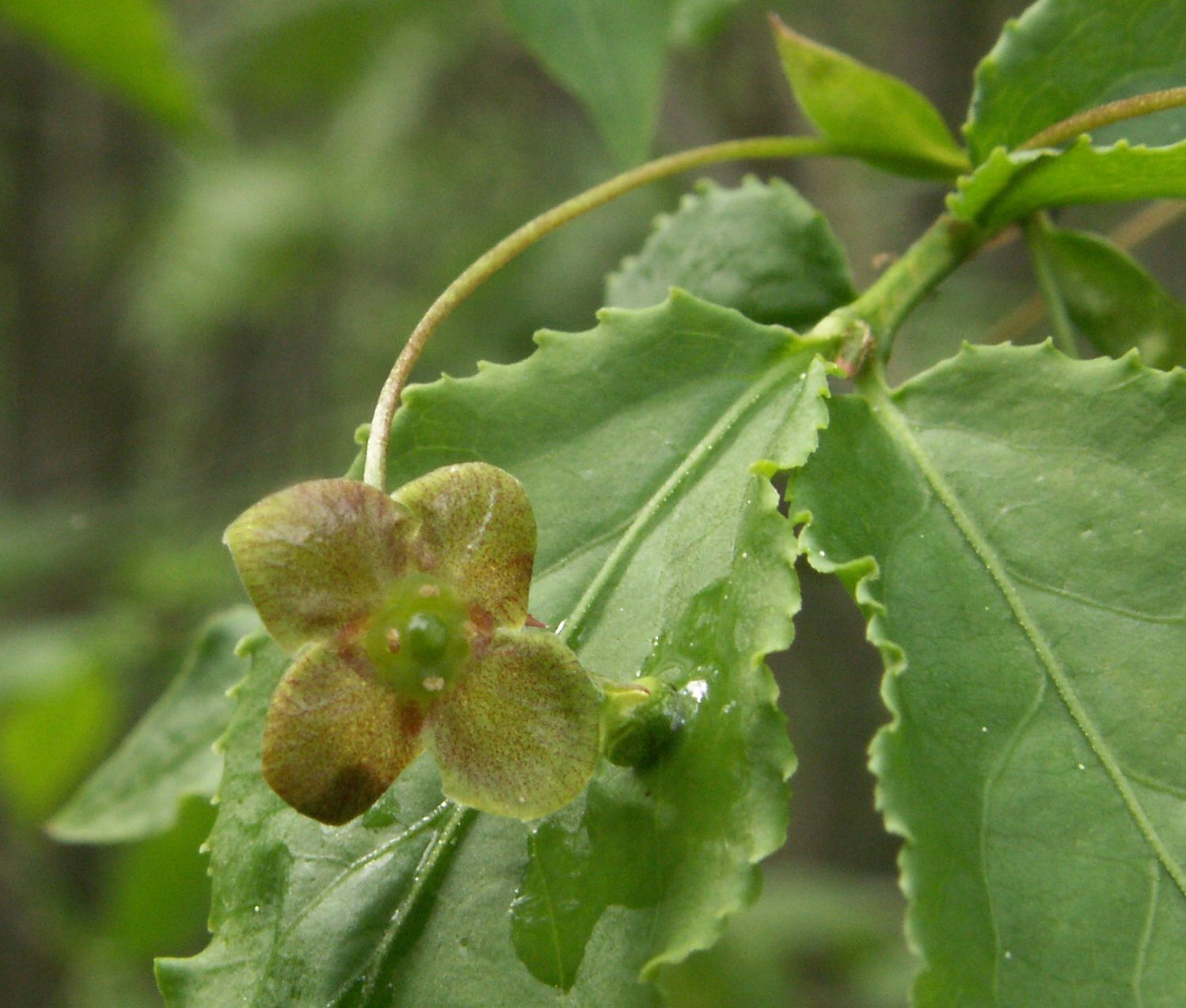
Laubblätter und vierzählige Blüte des Warzen-Spindelstrauch (Euonymus verrucosus)

Die Gattung Euonymus wird  in zwei Untergattungen gegliedert:
Untergattung Kalonymus Beck: Mit geflügelten Kapselfrüchten.
Untergattung Euonymus: Mit ungeflügelten Kapselfrüchten.
In der Gattung der Spindelsträucher (Euonymus) gibt es 130 bis 176 Arten (Auswahl):
- Euonymus acanthocarpus Franch.: Sie kommt in China vor.[2]
- Geflügelter Spindelstrauch oder Flügel-Spindelstrauch (Euonymus alatus (Thunb.) Sieb.)
- Amerikanischer Spindelstrauch, auch Erdbeer-Spindelstrauch genannt, (Euonymus americanus L.): Sie kommt in den zentralen und in den östlichen Vereinigten Staaten vor.[2]
- Euonymus apterus Regel
- Euonymus atropurpureus Jacq.: Sie ist in Nordamerika in Kanada und in den Vereinigten Staaten verbreitet.[2]
- Euonymus bungeanus Maxim.
- Euonymus carnosus Hemsl.: Sie kommt in Japan, Taiwan und in den chinesischen Provinzen Anhui, Fujian, Guangdong, Henan, Hubei, Hunan, Jiangsu, Jiangxi sowie Zhejiang vor.[3]
- Euonymus cornutus Hemsl.: Sie kommt in Indien, Myanmar und in China vor.[3]
- Euonymus echinatus Wall.: Sie kommt in Indien, Pakistan, Nepal, Bhutan und in China vor.[2]
- Gewöhnlicher Spindelstrauch oder Europäischer Spindelstrauch (Euonymus europaeus L.)
- Euonymus fimbriatus Wall.: Sie kommt in Afghanistan, Pakistan, Indien, Nepal und Tibet vor.[2]
- Kletter-Spindelstrauch oder Kriech-Spindelstrauch (Euonymus fortunei (Turcz.) Hand.-Mazz.)
- Euonymus frigidus Wall. in Roxb.: Sie kommt in Indien, Nepal, Bhutan, Myanmar und in China vor.[2]
- Euonymus giraldii Loes.: Sie kommt in China vor.[2]
- Euonymus glaber Roxb.: Sie kommt in Indien, Bangladesch, Malaysia, Myanmar, Thailand, Kambodscha, Vietnam und in China vor.[3]
- Euonymus grandiflorus Wall.: Sie kommt in Indien, Nepal, Bhutan, Myanmar und in China vor.[2]
- Euonymus hamiltonianus Wall.: Sie kommt in Afghanistan, Indien, Nepal, Pakistan, Myanmar, in China, Japan, Korea und in Russlands Fernen Osten vor.[2]
- Japanischer Spindelstrauch (Euonymus japonicus Thunb.): Er kommt in Japan, Korea, China, Indien, Pakistan, auf den Philippinen, in Indonesien, Kambodscha, Laos, Myanmar, Thailand und Vietnam vor.[2]
- Euonymus kiautschovicus Loes. (Syn.: Euonymus patens Rehder): Sie kommt in China, Korea, Japan, Indien, Indonesien, auf den Philippinen, in Thailand, Laos, Myanmar und Vietnam vor.[2]
- Euonymus lanceolatus Yatabe: Sie kommt auf Honshu vor.[4]
- Breitblättriges Pfaffenhütchen oder Voralpen-Spindelstrauch (Euonymus latifolius (L.) Mill.)
- Euonymus laxiflorus Champ. ex Benth.: Sie kommt in China, Hongkong und Taiwan vor.[2]
- Euonymus lucidus D.Don: Sie kommt in Pakistan, Indien, Bhutan, Nepal, Myanmar und in Tibet vor.[3]
- Euonymus macropterus Rupr.: Sie kommt in China, Japan, Korea und in Russlands Fernen Osten vor.[2]
- Euonymus matsudai Hayata
- Euonymus melananthus Franch. & Sav.: Sie kommt in Japan vor.[2]
- Euonymus microcarpus (Oliv. ex Loes.) Sprague: Sie kommt in China vor.[3]
- Euonymus myrianthus Hemsl.: Sie kommt in China vor.[3]
- Euonymus nanoides Loes. & Rehder (Syn.: Euonymus oresbius W.W.Sm.): Sie kommt in China vor.[2]
- Euonymus nanus Bieb.: Sie kommt in Rumänien, Moldawien, in der Ukraine, in der Türkei, im Kaukasusraum, in China und in der Mongolei vor.[2]
- Euonymus nitidus Benth. (Syn.: Euonymus chinensis Lindl.): Sie kommt von Bangladesch bis ins südliche Japan vor.[2][4]
- Euonymus obovatus Nutt.: Sie kommt im östlichen Kanada und in den östlichen und nördlichen Vereinigten Staaten vor.[2]
- Westlicher Spindelstrauch (Euonymus occidentalis Nutt. ex Torr.): Er kommt in den US-Bundesstaaten Oregon, Washington, Nevada sowie Kalifornien vor.[2]
- Euonymus oxyphyllus Miq.: Sie kommt in China, Japan, Korea, Taiwan und auf den Kurilen vor.[2]
- Euonymus pallidifolius Hayata: Sie kommt in Taiwan vor.[2]
- Euonymus parasimilis C.Y.Cheng ex J.S.Ma: Sie ist nur vom Typusmaterial aus Yunnan bekannt.[3]
- Euonymus pauciflorus Maxim.: Sie kommt in China, Japan und in Russlands Fernen Osten vor.[2]
- Euonymus pendulus Wall.: Sie kommt in Pakistan, Indien, Nepal, Bhutan und Bangladesch vor.[2]
- Korkwütiger Spindelstrauch (Euonymus phellomanus Loes. ex Diels): Er gedeiht in Waldländern und an Trockenhängen in Höhenlagen von 1000 bis 3000 Metern in den chinesischen Provinzen Gansu, Henan, Hubei, Ningxia, Qinghai, Shaanxi, Shanxi sowie Sichuan.[3]
- Euonymus planipes (Koehne) Koehne: Sie kommt in Japan, Korea und in Russlands Fernen Osten vor.[2]
- Euonymus sachalinensis (F.Schmidt) Maxim.: Sie kommt in Japan und auf Sachalin vor.[2]
- Blutspindelstrauch (Euonymus sanguineus Loes., Syn.: Euonymus monbeigii W.W.Sm.): Er kommt in China vor.[2]
- Euonymus semenovii Regel & Herder: Sie kommt in Kasachstan, Kirgisistan, Tadschikistan und in Xinjiang vor.[2]
- Euonymus spraguei Hayata: Sie gedeiht in Höhenlagen von 1100 und 2800 Metern nur in Taiwan.[3]
- Euonymus tingens Wall.: Sie kommt in Indien, Nepal, Bhutan, Myanmar und in China vor.
- Euonymus trichocarpus Hayata
- Euonymus velutinus Fisch. & C.A.Mey.: Sie kommt im Iran, in Aserbaidschan und Turkmenistan vor.[2]
- Euonymus verrucosoides Loes.: Sie kommt in China in Höhenlagen von 1400 bis 3700 Metern vor.[3]
- Warzen-Spindelstrauch (Euonymus verrucosus Scop.)
- Euonymus wilsonii Sprague: Sie kommt in Sichuan, Yunnan und Guangxi vor.[2]

## Nutzung
Von einigen Arten werden Sorten als Zierpflanzen verwendet. Jeweils heimische Arten werden in den jeweiligen Ursprungsländern in Wildhecken gepflanzt.

## Bilder
- Geflügelter Spindelstrauch oder Flügel-Spindelstrauch (Euonymus alatus):

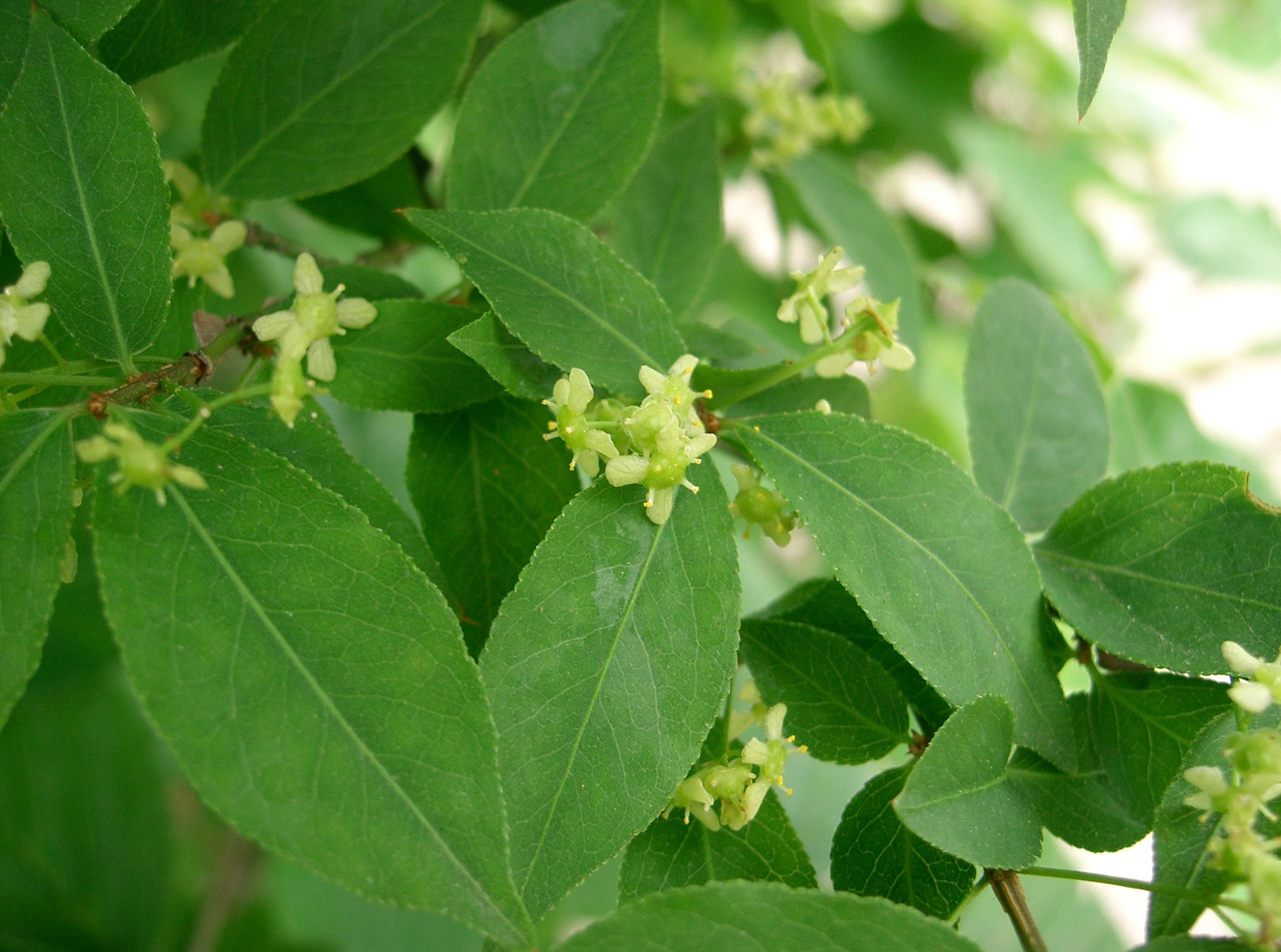
Blüten
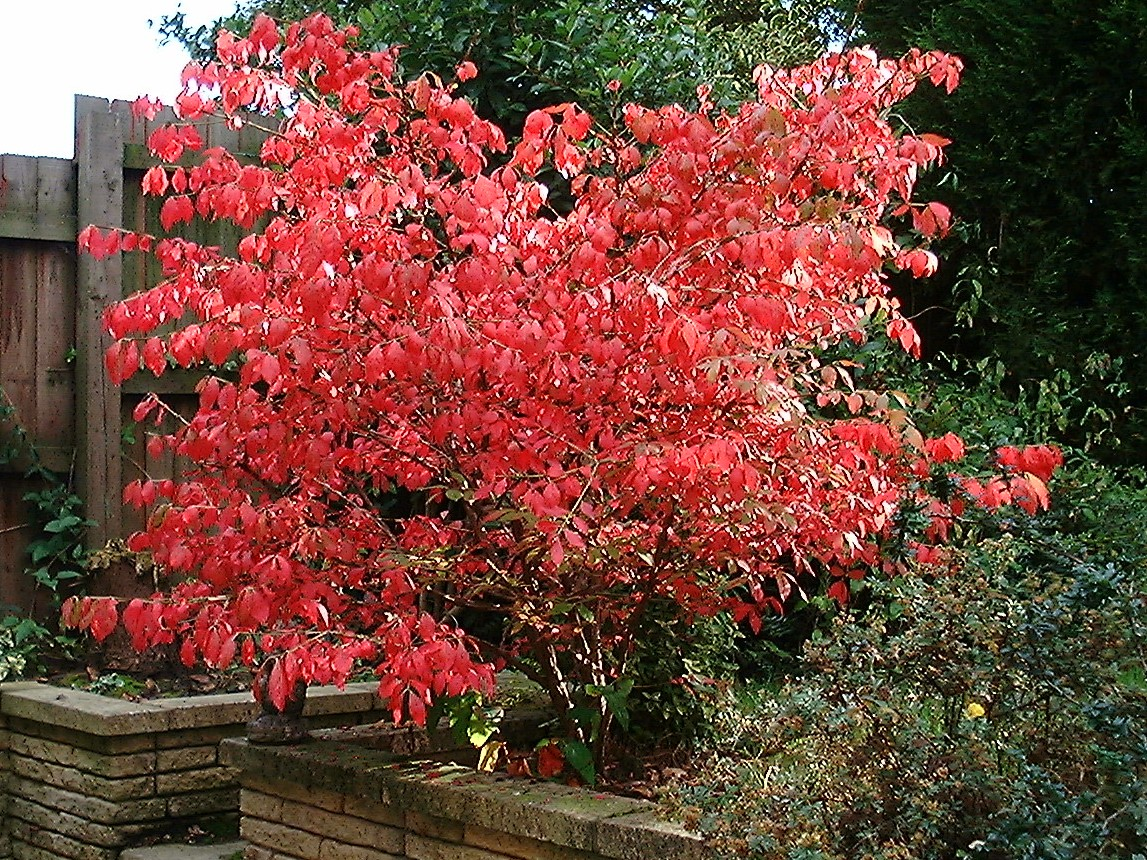
Habitus und Blätter im Herbst
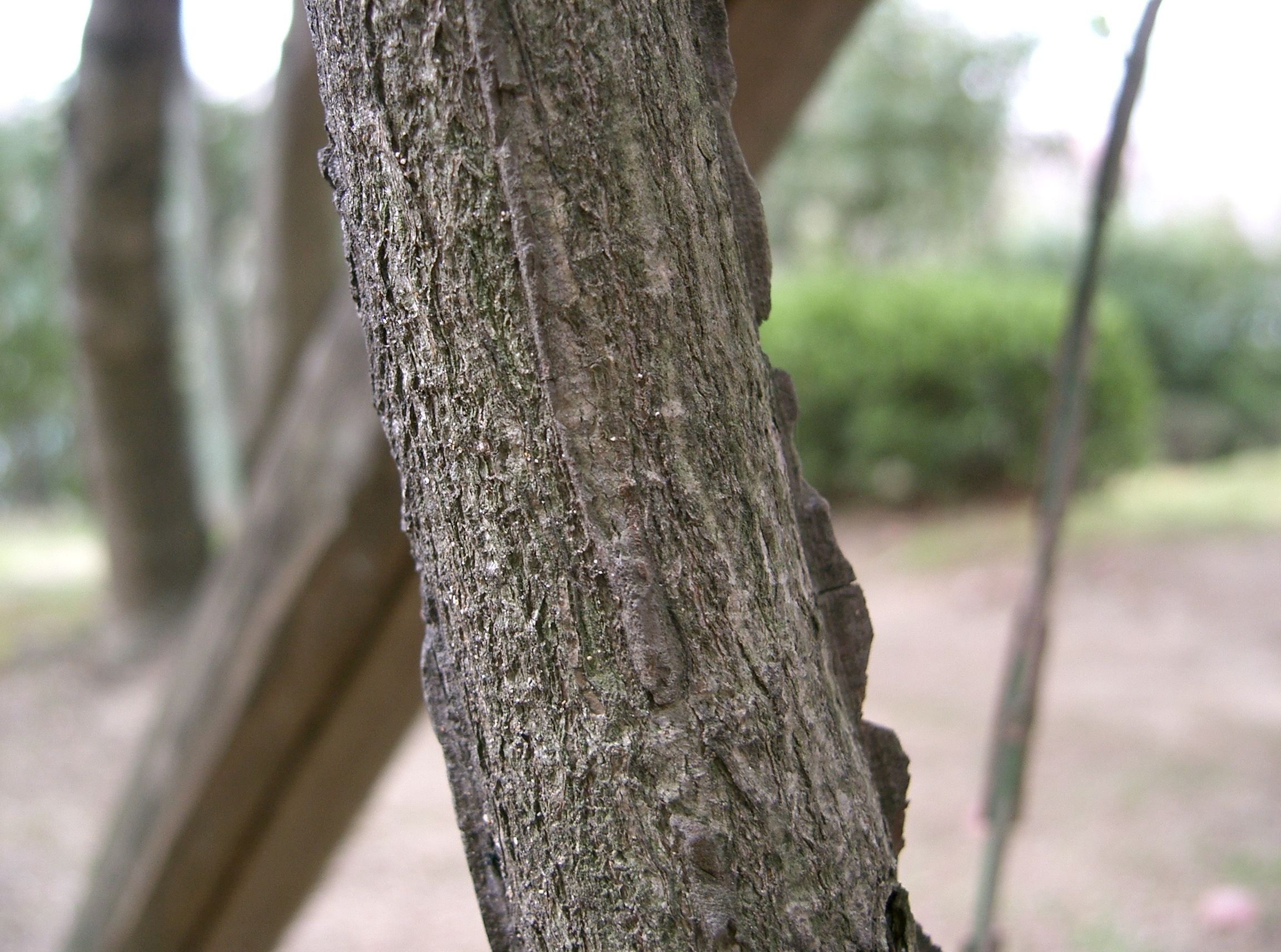
Korkbildung an den Zweigen

- Großblumiger Spindelstrauch  (Euonymus grandiflorus):

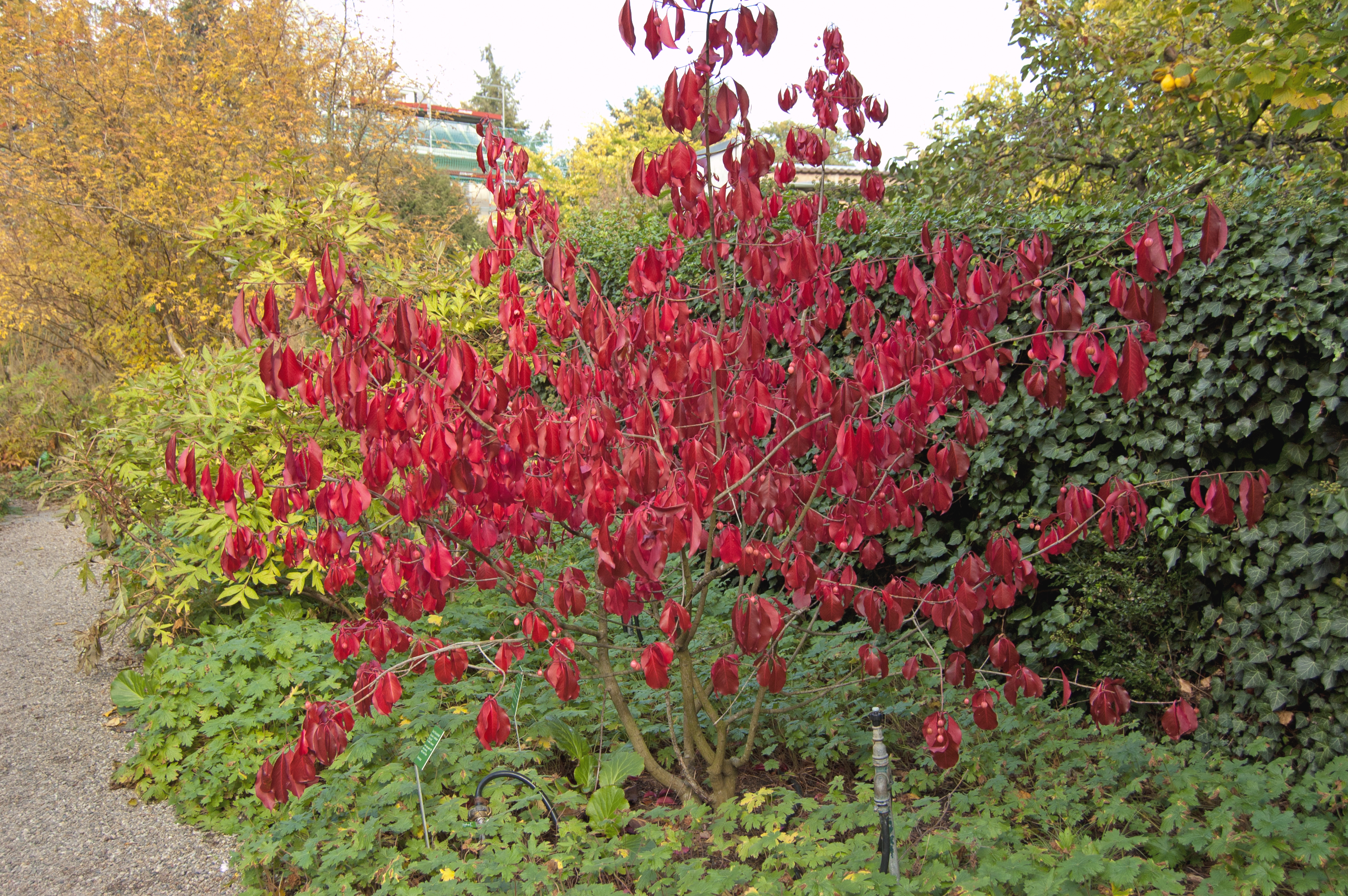
Habitus und Blätter im Herbst
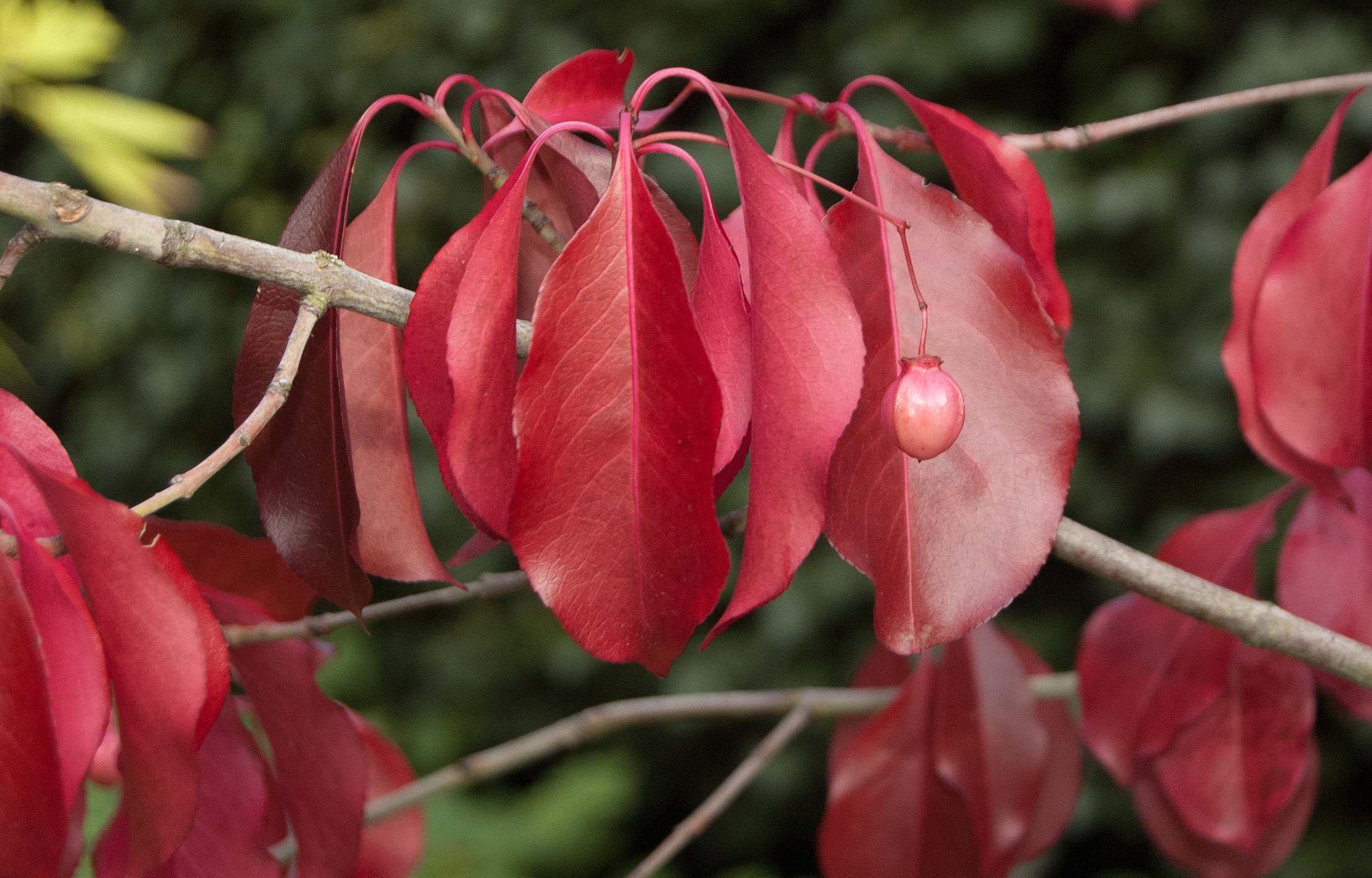
Frucht und Blätter im Herbst
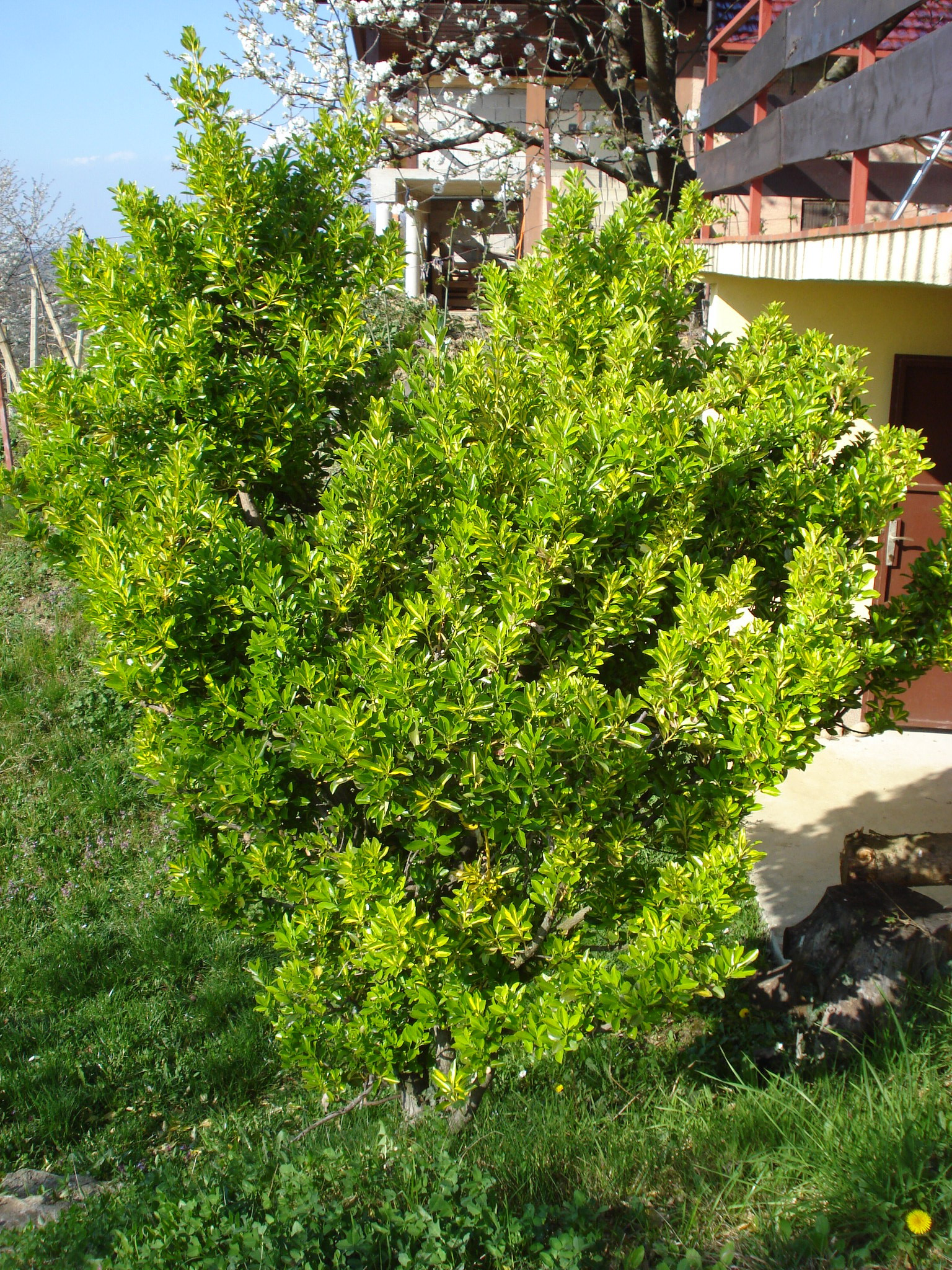
Gelbbunter japanischer Spindelstrauch im Frühling

- Japanischer Spindelstrauch (Euonymus japonicus):

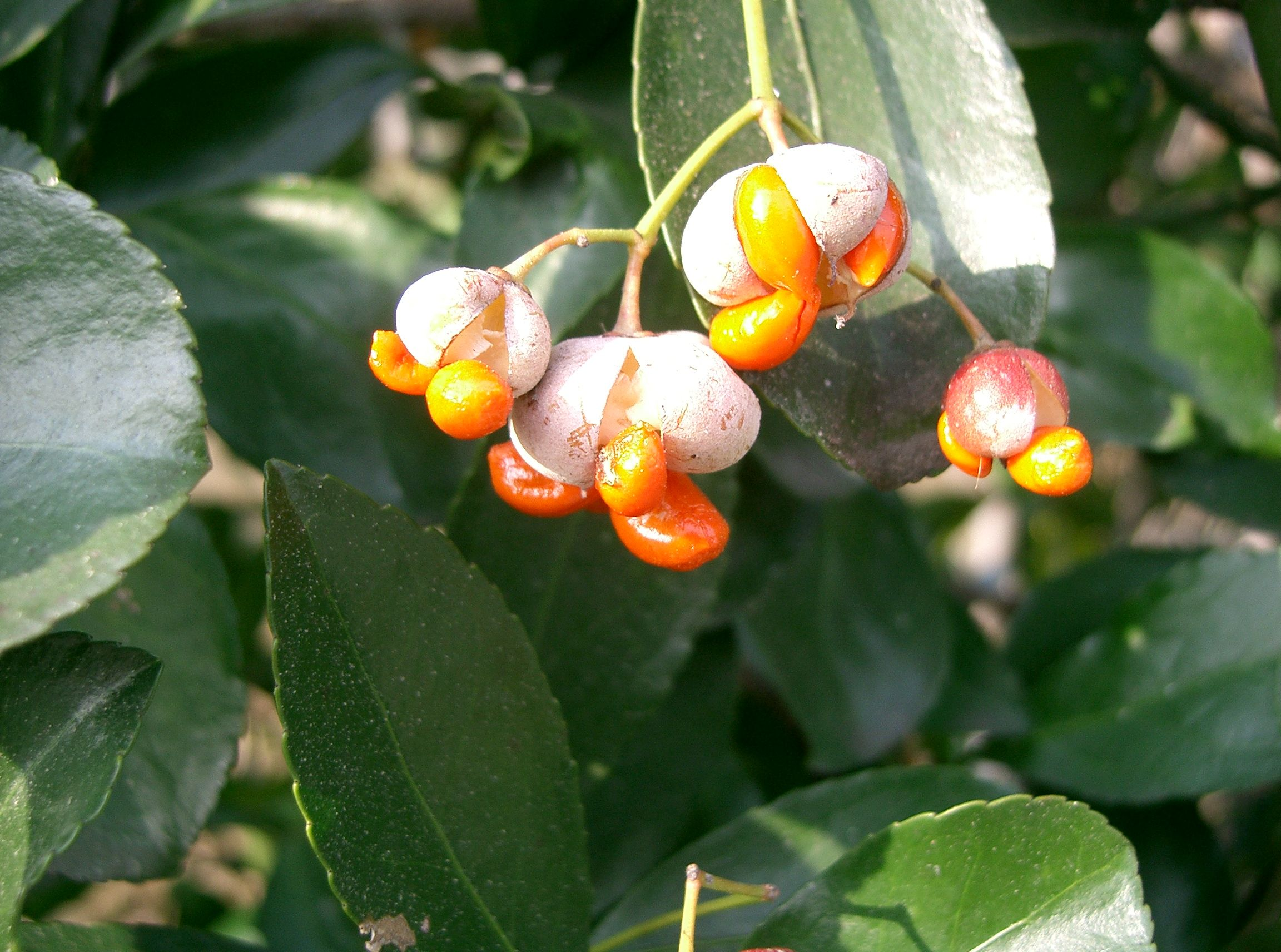
Offene Früchte
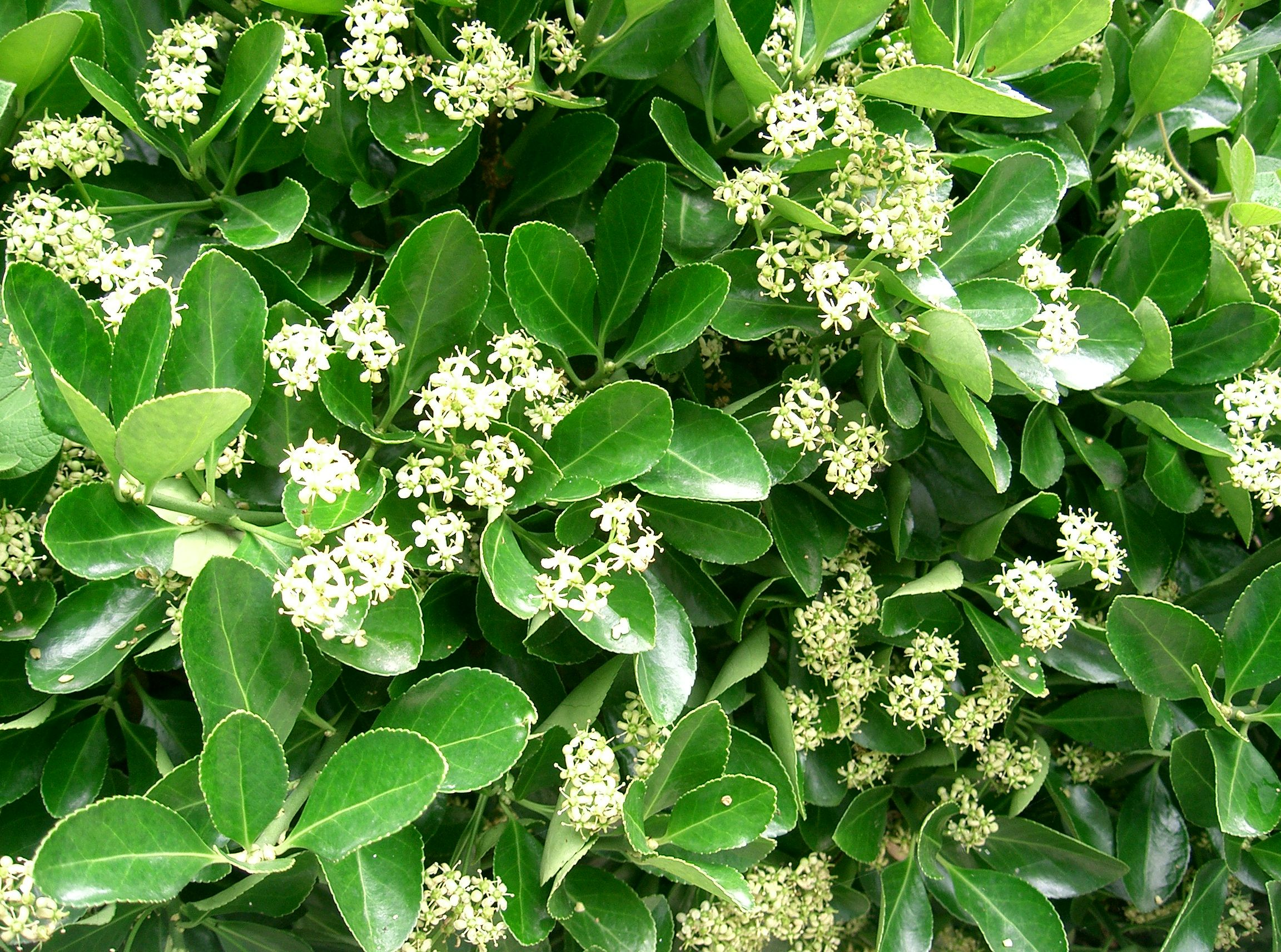
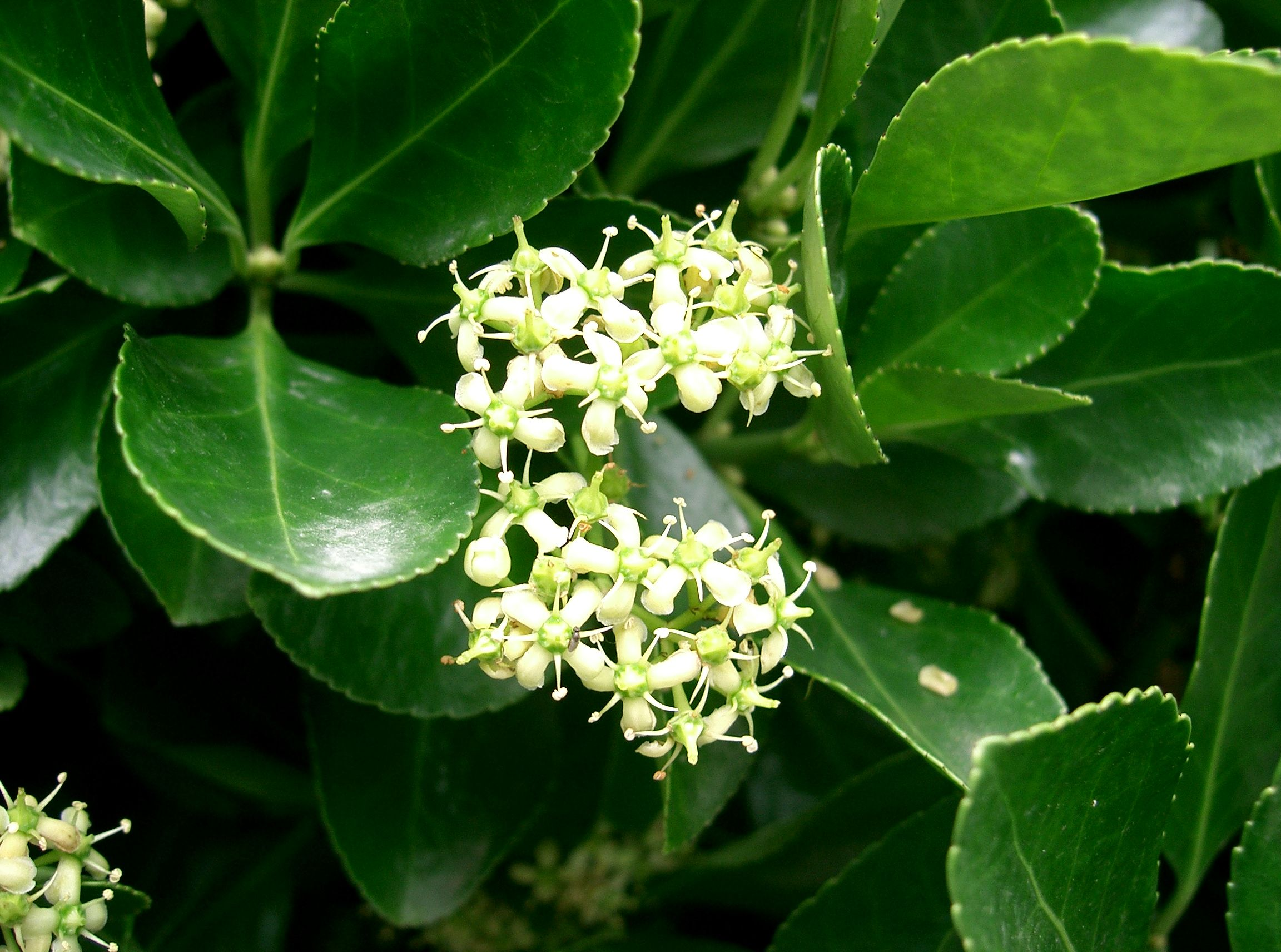
Blütenstände